# Oliver Heldens
Oliver Heldens (né le 1er février 1995 à Rotterdam), est un DJ et producteur néerlandais. Il joue principalement un mélange de deep house et de future house et produit également des titres dans un autre style sous le pseudonyme de Hi-Lo. Il est membre du label Spinnin' Records.
En 2014, il se fait repérer par les antennes radio pour ses titres Gecko et Koala. Par la suite, il commence à animer son podcast musical hebdomadaire, Heldeep Radio ; 2015, son succès continue avec des titres tels Melody et Shades of Grey. La même année, il intègre le top vingt des « disc jockeys les plus populaires » selon de classement de DJ Mag puis le top dix l'année suivante.

## Biographie
Olivier Heldens tient sa culture musicale variée de son père. Il commence à écouter de la house vers sept ans et mixer vers l'âge de treize ans, débutant en MAO sur Fruity Loops, avant de se faire remarquer par le label Spinnin' Records. Dès 2013, il sort ses premiers singles comme Stinger sur une filiale de Spinnin', Oxygen Recordings. Ensuite, il collabore avec Julian Calor et remixe le tube de son compatriote Martin Garrix, Animals. Bien que d'un univers musical éloigné, Tiësto découvre Oliver, âgé de dix-sept ans, grâce à SoundCloud, et commence à suivre le jeune talent sur Twitter.
Alors qu'il termine Gecko durant l'été 2013, Oliver envoie quelques mois plus tard la démo à Tiësto ; ce dernier lui propose de signer le morceau sur son label Musical Freedom. Il accepte et sort le titre la même année. Il est également influencé par Hardwell. Il sort alors plusieurs remixes remarqués, tel que son remix de Feel Good de Robin Thicke. Son entourage se compose de beaucoup de disc jockeys connus, néerlandais pour la plupart (artistes travaillant pour Spinnin' Records), tels que Martin Garrix, Julian Jordan, Shermanology, Jay Hardway, et Tony Junior. Gecko est remarqué par Pete Tong qui commence à le jouer dans ses nombreux mixes. Celui-ci propose à Oliver Heldens de sortir la version vocale de Gecko intitulée Gecko (Overdrive) (une collaboration avec la chanteuse Becky Hill) sur son label FRRR Records. Oliver Heldens est surpris de l'écoute, « je ne m'attendais tellement pas à entendre de chant sur Gecko », mais accepte. Le titre se hisse à la première place du classement britannique. Entretemps, le single est signé en major. Un EP de remixes est également sorti sur ce même label FRRR.
Il revient sur Spinnin' et sort un nouveau titre, Koala encore une fois remarqué, ce qui le pousse (après des singles de collaborations comme Pikachu avec le groupe de DJs néerlandais Mr. Belt & Wezol) à sortir une version vocale avec la chanteuse KStewart intitulée Last All Night (Koala) sortie sur FRRR. Le titre se hisse à la 5e place du classement britannique. Un EP de remixes est également sorti sur ce label.
Par ailleurs, en 2015, il coécrit le titre 90s By Nature du groupe de DJs Showtek et du rappeur MC Ambush sur le label du groupe, Skink. Le DJ-compositeur reste un habitué des collaborations ou coproductions. Ensuite, il compose trois titres à succès sur Spinnin' : You Know (avec le groupe de DJs Zeds Dead, Melody et Bunnydance. Sur ce dernier titre, il demande à ses fans de lui envoyer des vidéos d'eux, dansant, via Instagram pour les utiliser sur le clip. Il le redemande pour le clip de Shades Of Grey, une collaboration avec le DJ Shaun Frank et la chanteuse Delaney Jane. C'est vers cette époque que s'effectue la transition entre des titres purement instrumentaux et une tendance à des titres vocaux.
Il sort également la même année des singles sous le second pseudonyme de Hi-Lo et crée son propre label Heldeep Records comme filiale de Spinnin' sur lequel il sort d'abord le titre Renagade Mastah sous le nom Hi-Lo. Se produisant jusque dans les plus grands événements de par le monde, il réalise au total environs 200 sets dans l'année 2015.
Comme lui avait prédit Tiësto quelques mois auparavant, il intègre en 2014 le classement du DJ Mag Top 100, ce qui fait écrire par ce même magazine qu'il est la « révélation de l'année », avec la 34e place, puis en 2015 la 12e, intégrant le Top 20 en moins de deux ans. Gagnant encore quelques place l'année suivante, il entre dans le Top 10 en octobre 2016.

## Discographie

### Singles
| Titre                                                                                 | Année | Meilleure position | Meilleure position | Meilleure position | Meilleure position | Meilleure position | Meilleure position | Meilleure position | Meilleure position | Meilleure position | Meilleure position | Certifications                                                                         |
| Titre                                                                                 | Année | P-B                | ALL                | AUS                | AUT                | BEL (FL)           | BEL (WAL)          | FRA                | R-U.               | SUÈ                | SUI                | Certifications                                                                         |
| ------------------------------------------------------------------------------------- | ----- | ------------------ | ------------------ | ------------------ | ------------------ | ------------------ | ------------------ | ------------------ | ------------------ | ------------------ | ------------------ | -------------------------------------------------------------------------------------- |
| Stinger                                                                               | 2013  | —                  | —                  | —                  | —                  | —                  | —                  | —                  | —                  | —                  | —                  |                                                                                        |
| Juggernaut                                                                            | 2013  | —                  | —                  | —                  | —                  | —                  | —                  | —                  | —                  | —                  | —                  |                                                                                        |
| Striker                                                                               | 2013  | —                  | —                  | —                  | —                  | —                  | —                  | —                  | —                  | —                  | —                  |                                                                                        |
| Thumper (avec Jacob van Hage)                                                         | 2013  | —                  | —                  | —                  | —                  | —                  | —                  | —                  | —                  | —                  | —                  |                                                                                        |
| Triumph (avec Julian Calor)                                                           | 2013  | —                  | —                  | —                  | —                  | —                  | —                  | —                  | —                  | —                  | —                  |                                                                                        |
| Buzzer                                                                                | 2013  | —                  | —                  | —                  | —                  | —                  | —                  | —                  | —                  | —                  | —                  |                                                                                        |
| Onyva (featuring Alvar and Millas)                                                    | 2013  | —                  | —                  | —                  | —                  | —                  | —                  | —                  | —                  | —                  | —                  |                                                                                        |
| Javelin (avec Martin Mayne)                                                           | 2013  | —                  | —                  | —                  | —                  | —                  | —                  | —                  | —                  | —                  | —                  |                                                                                        |
| Panther (avec Robby East)                                                             | 2013  | —                  | —                  | —                  | —                  | —                  | —                  | —                  | —                  | —                  | —                  |                                                                                        |
| Gecko                                                                                 | 2014  | 32                 | —                  | —                  | —                  | 46                 | —                  | 73                 | —                  | —                  | —                  |                                                                                        |
| Gecko (Overdrive) (avec Becky Hill)                                                   | 2014  | 48                 | 23                 | 71                 | 35                 | —                  | —                  | —                  | 1                  | 55                 | 23                 | - BPI : Platine - BVMI: Or                                                             |
| Koala                                                                                 | 2014  | 23                 | —                  | —                  | —                  | 33                 | —                  | —                  | —                  | —                  | —                  |                                                                                        |
| This (avec Sander van Doorn)                                                          | 2014  | —                  | —                  | —                  | —                  | —                  | —                  | —                  | —                  | —                  | —                  |                                                                                        |
| Pikachu (avec Mr. Belt & Wezol)                                                       | 2014  | —                  | —                  | —                  | —                  | —                  | —                  | —                  | —                  | —                  | —                  |                                                                                        |
| Last All Night (Koala) (featuring KStewart)                                           | 2014  | —                  | 53                 | —                  | 67                 | —                  | —                  | 132                | 5                  | —                  | —                  | - BPI : Argent                                                                         |
| You Know (avec Zeds Dead)                                                             | 2015  | —                  | —                  | —                  | —                  | 106                | —                  | —                  | —                  | —                  | —                  |                                                                                        |
| Melody                                                                                | 2015  | —                  | —                  | —                  | —                  | 62                 | —                  | —                  | —                  | —                  | —                  |                                                                                        |
| Bunnydance                                                                            | 2015  | —                  | —                  | —                  | —                  | —                  | —                  | —                  | —                  | —                  | —                  |                                                                                        |
| Shades Of Grey (avec Shaun Frank featuring Delaney Jane)                              | 2015  | 65                 | —                  | —                  | —                  | 60                 | —                  | —                  | —                  | —                  | —                  |                                                                                        |
| MHATLP (avec Da Hool)                                                                 | 2015  | —                  | —                  | —                  | —                  | —                  | —                  | —                  | —                  | —                  | —                  |                                                                                        |
| Wombass (avec Tiësto)                                                                 | 2015  | —                  | —                  | —                  | —                  | —                  | —                  | —                  | —                  | —                  | —                  |                                                                                        |
| The Right Song (en) (avec Tiësto featuring Natalie La Rose version vocale de Wombass) | 2016  | 46                 | —                  | —                  | —                  | —                  | —                  | —                  | 39                 | 100                | —                  | - BPI : Argent                                                                         |
| Waiting (avec Throttle)                                                               | 2016  | —                  | —                  | —                  | —                  | —                  | —                  | —                  | —                  | —                  | —                  |                                                                                        |
| Ghost (featuring RUMORS)                                                              | 2016  | —                  | —                  | —                  | —                  | —                  | —                  | —                  | —                  | —                  | —                  |                                                                                        |
| Space Sheep (avec Chocolate Puma)                                                     | 2016  | —                  | —                  | —                  | —                  | —                  | —                  | —                  | —                  | —                  | —                  |                                                                                        |
| Flamingo                                                                              | 2016  | —                  | —                  | —                  | —                  | —                  | —                  | —                  | —                  | —                  | —                  |                                                                                        |
| Good Life (featuring Ida Corr)                                                        | 2016  | —                  | —                  | —                  | —                  | —                  | —                  | —                  | —                  | —                  | —                  |                                                                                        |
| I Don't Wanna Go Home                                                                 | 2017  | —                  | —                  | —                  | —                  | —                  | —                  | —                  | —                  | —                  | —                  |                                                                                        |
| Ibiza 77 (Can You Feel It)                                                            | 2017  | —                  | —                  | —                  | —                  | —                  | —                  | —                  | —                  | —                  | —                  |                                                                                        |
| What The Funk (featuring Danny Shah)                                                  | 2017  | —                  | —                  | —                  | —                  | —                  | —                  | —                  | —                  | —                  | —                  |                                                                                        |
| Riverside 2099 (avec Sidney Samson)                                                   | 2018  | —                  | —                  | —                  | —                  | —                  | —                  | —                  | —                  | —                  | —                  |                                                                                        |
| Fire In My Soul (featuring Shungudzo)                                                 | 2018  | —                  | —                  | —                  | —                  | —                  | —                  | —                  | —                  | —                  | —                  |                                                                                        |
| This Groove (avec Lenno)                                                              | 2019  | —                  | —                  | —                  | —                  | —                  | —                  | —                  | —                  | —                  | —                  |                                                                                        |
| Summer Lover (featuring Devin & Nile Rodgers)                                         | 2019  | —                  | —                  | —                  | —                  | —                  | —                  | —                  | —                  | —                  | —                  |                                                                                        |
| Cucumba (avec Moguai)                                                                 | 2019  | —                  | —                  | —                  | —                  | —                  | —                  | —                  | —                  | —                  | —                  |                                                                                        |
| Turn Me On (avec Riton featuring Vula)                                                | 2019  | 38                 | 18                 | 38                 | 58                 | 12                 | 26                 | 26                 | 12                 | —                  | 38                 | - ARIA : Platine - BEA : Or - BPI : Or - BVMI : Or - FIMI : Or - SNEP : Or - ZPAV : Or |
| Lift Me Up (avec Firebeatz & Schella featuring Carla Monroe)                          | 2019  | —                  | —                  | —                  | —                  | —                  | —                  | —                  | —                  | —                  | —                  |                                                                                        |
| Aquarius                                                                              | 2019  | —                  | —                  | —                  | —                  | —                  | —                  | —                  | —                  | —                  | —                  |                                                                                        |
| The G.O.A.T. (avec Mesto)                                                             | 2020  | —                  | —                  | —                  | —                  | —                  | —                  | —                  | —                  | —                  | —                  |                                                                                        |
| Take a Chance                                                                         | 2020  | —                  | —                  | —                  | —                  | —                  | —                  | —                  | —                  | —                  | —                  |                                                                                        |
| Details (featuring Boy Matthews)                                                      | 2020  | —                  | —                  | —                  | —                  | —                  | —                  | —                  | —                  | —                  | —                  |                                                                                        |
| Rave Machine (featuring Rowetta)                                                      | 2020  | —                  | —                  | —                  | —                  | —                  | —                  | —                  | —                  | —                  | —                  |                                                                                        |
| Break This Habit (featuring Kito Bun)                                                 | 2020  | —                  | —                  | —                  | —                  | —                  | —                  | —                  | —                  | —                  | —                  |                                                                                        |
| Somebody (avec Funkin Matt featuring Bright Sparks)                                   | 2020  | —                  | —                  | —                  | —                  | —                  | —                  | —                  | —                  | —                  | —                  |                                                                                        |
| Set Me Free (avec Party Pupils featuring MAX)                                         | 2020  | —                  | —                  | —                  | —                  | —                  | —                  | —                  | —                  | —                  | —                  |                                                                                        |
| Freedom for My People (avec Shungudzo)                                                | 2020  | —                  | —                  | —                  | —                  | —                  | —                  | —                  | —                  | —                  | —                  |                                                                                        |
| Never Look Back (featuring Syd Silvair)                                               | 2021  | —                  | —                  | —                  | —                  | —                  | —                  | —                  | —                  | —                  | —                  |                                                                                        |
| Zapdos                                                                                | 2021  | —                  | —                  | —                  | —                  | —                  | —                  | —                  | —                  | —                  | —                  |                                                                                        |
| Ma Luv (avec MorganJ)                                                                 | 2021  | —                  | —                  | —                  | —                  | —                  | —                  | —                  | —                  | —                  | —                  |                                                                                        |
| Another Chance (avec Roger Sanchez)                                                   | 2021  | —                  | —                  | —                  | —                  | —                  | —                  | —                  | —                  | —                  | —                  |                                                                                        |
| Déjà Vu (avec Anabel Englund)                                                         | 2021  | —                  | —                  | —                  | —                  | —                  | —                  | —                  | —                  | —                  | —                  |                                                                                        |
| I Was Made for Lovin' You (featuring Nile Rodgers & House Gospel Choir)               | 2022  | —                  | —                  | —                  | —                  | —                  | —                  | —                  | —                  | —                  | —                  |                                                                                        |
| Low (avec Tchami & Anabel Englund)                                                    | 2022  | —                  | —                  | —                  | —                  | —                  | —                  | —                  | —                  | —                  | —                  |                                                                                        |
| Believe in Ghosts (avec Warner Case)                                                  | 2022  | —                  | —                  | —                  | —                  | —                  | —                  | —                  | —                  | —                  | —                  |                                                                                        |
| Oops (avec Karen Harding)                                                             | 2023  | —                  | —                  | —                  | —                  | —                  | —                  | —                  | —                  | —                  | —                  |                                                                                        |
| Disco Voyager                                                                         | 2023  | —                  | —                  | —                  | —                  | —                  | —                  | —                  | —                  | —                  | —                  |                                                                                        |
| Désenchantée (avec Kate Ryan)                                                         | 2023  | —                  | —                  | —                  | —                  | —                  | —                  | —                  | —                  | —                  | —                  |                                                                                        |
| 10 Out Of 10 (avec Kylie Minogue)                                                     | 2023  | —                  | —                  | —                  | —                  | —                  | —                  | —                  | —                  | —                  | —                  |                                                                                        |
| Blue Monday (avec Djs from Mars featuring JD Davis)                                   | 2023  | —                  | —                  | —                  | —                  | —                  | —                  | —                  | —                  | —                  | —                  |                                                                                        |
| Sound of Vondel                                                                       | 2023  | —                  | —                  | —                  | —                  | —                  | —                  | —                  | —                  | —                  | —                  |                                                                                        |
| Bucovina 2023 (avec Shantel)                                                          | 2023  | —                  | —                  | —                  | —                  | —                  | —                  | —                  | —                  | —                  | —                  |                                                                                        |
| Out of Love (avec WeiBird)                                                            | 2023  | —                  | —                  | —                  | —                  | —                  | —                  | —                  | —                  | —                  | —                  |                                                                                        |
| Mas Que Nada (avec Ian Asher & Sérgio Mendes)                                         | 2024  | —                  | —                  | —                  | —                  | —                  | —                  | —                  | —                  | —                  | —                  |                                                                                        |
| Mozart's Final Rave (Lacrimosa) (avec Charles B & Dana Vicci)                         | 2024  | —                  | —                  | —                  | —                  | —                  | —                  | —                  | —                  | —                  | —                  |                                                                                        |
| Mask Off (avec Bassjackers)                                                           | 2024  | —                  | —                  | —                  | —                  | —                  | —                  | —                  | —                  | —                  | —                  |                                                                                        |
| Physical                                                                              | 2024  | —                  | —                  | —                  | —                  | —                  | —                  | —                  | —                  | —                  | —                  |                                                                                        |
| Chills (Feel My Love) (avec David Guetta & Fast Boy)                                  | 2024  | —                  | —                  | —                  | —                  | —                  | —                  | —                  | —                  | —                  | —                  |                                                                                        |
| Shine (avec RoRo)                                                                     | 2024  | —                  | —                  | —                  | —                  | —                  | —                  | —                  | —                  | —                  | —                  |                                                                                        |
| Freedom (avec Armin Van Buuren et Sam Harper)                                         | 2024  | —                  | —                  | —                  | —                  | —                  | —                  | —                  | —                  | —                  | —                  |                                                                                        |
| I Want Your Love (avec Diøn et Funk Tribu)                                            | 2024  | —                  | —                  | —                  | —                  | —                  | —                  | —                  | —                  | —                  | —                  |                                                                                        |
| Let You Go                                                                            | 2025  | —                  | —                  | —                  | —                  | —                  | —                  | —                  | —                  | —                  | —                  |                                                                                        |
| « — » signifie que le single n'est pas classé ou n'est pas sorti dans ce pays.        |       |                    |                    |                    |                    |                    |                    |                    |                    |                    |                    |                                                                                        |

### Remixes
- 2013 : Martin Garrix - Animals (Oliver Heldens Remix)
- 2013 : Avicii featuring Aloe Blacc - Wake Me Up (Oliver Heldens Remix)
- 2013 : The Unlikely Candidates - Follow My Feet (Oliver Heldens Remix)
- 2014 : Robin Thicke - Feel Good (Oliver Heldens Remix)
- 2014 : Disclosure featuring Sam Smith - Latch (Oliver Heldens Remix)
- 2014 : Coldplay - A Sky Full of Stars (Oliver Heldens Remix)
- 2014 : Lady Bee featuring Rochelle - Return Of The Mack (Oliver Heldens Remix)
- 2014 : Dr. Kucho! and Gregor Salto - Can't Stop Playing (Oliver Heldens & Gregor Salto Remix)
- 2014 : The Voyagers - A Lot Like Love (Oliver Heldens Remix)
- 2014 : Tiësto featuring DBX - Light Years Away (Oliver Heldens Remix)
- 2014 : Mayra Verónica - Mama Yo! (Jasper Dietze & Oliver Heldens Remix)
- 2015 : Calvin Harris featuring Ellie Goulding - Outside (Oliver Heldens Remix)
- 2015 : Dr. Kucho! and Gregor Salto featuring Ane Brun - Can't Stop Playing (Makes Me High) (Oliver Heldens & Gregor Salto Remix)
- 2016 : G-Eazy and Bebe Rexha - Me, Myself & I (Oliver Heldens Remix)
- 2016 : The Chainsmokers featuring Phoebe Ryan - All We Know (Oliver Heldens Remix)
- 2017 : Katy Perry featuring Skip Marley - Chained to the Rhythm (Oliver Heldens Remix)
- 2017 : Hi-Lo - The Answer (Oliver Heldens Edit)
- 2017 : Aevion - The Journey (Oliver Heldens Remix)
- 2017 : Charlie Puth - Attention (Oliver Heldens Remix)
- 2017 : Jamiroquai - Superfresh (Oliver Heldens Remix)
- 2017 : Steve Aoki and Bad Royale featuring Ma$e & Big Gigantic - $4,000,000 (Oliver Heldens Remix)
- 2018 : Calvin Harris and Dua Lipa - One Kiss (Oliver Heldens Remix)
- 2018 : David Guetta featuring Anne-Marie - Don't Leave Me Alone (Oliver Heldens Remix)
- 2018 : Chic - Le Freak (Oliver Heldens Remix)
- 2019 : Y2K & Bbno$ - Lalala (Oliver Heldens Remix)
- 2020 : SZA & Justin Timberlake - The Other Side (Oliver Heldens Remix)
- 2020 : Katy Perry - Daisies (Oliver Heldens Remix)
- 2020 : Solardo & Paul Woolford featuring Pamela Fernandez - Tear It Up (Oliver Heldens Remix)
- 2021 : Hi-Lo - Athena (Oliver Heldens Remix)
- 2021 : Above and Beyond featuring Richard Bedford - Things Called Love (Oliver Heldens Remix)
- 2021 : Glass Animals - Heat Waves (Oliver Heldens Remix)
- 2021 : Calvin Harris and Tom Grennan - By Your Side (Oliver Heldens Remix)
- 2022 : Purple Disco Machine & Sophie and the Giants - In the Dark (Oliver Heldens Remix)
- 2022 : Piero Pirupa - We Don't Need (Oliver Heldens Remix)
- 2022 : James Hype and Miggy Dela Rosa - Ferrari (Oliver Heldens Remix)
- 2022 : David Guetta and Bebe Rexha - I'm Good (Blue) (Oliver Heldens Remix)
- 2023 : Kate Ryan - Désenchantée (Oli's Euro Rave Remix)
- 2023 : Cassö & Raye and D-Block Europe - Prada (Oliver Heldens Remix)
- 2023 : Oliver Heldens and WeiBird - Out of Love (VIP Mix)
- 2024 : Mason vs Princess Superstar - Perfect (Exceeder) (Oliver Heldens Remix)
- 2024 : Hi-Lo and Space 92 - Pegasus (How We Know) (Oliver Heldens Vocal Mix)
- 2024 : Oliver Heldens and David Guetta & Fast Boy & Charlotte Haining - Chills (Feel My Love)
- 2024 : Oliver Heldens and David Guetta & Fast Boy - Chills (Feel My Love) (Acoustic)

### DJ Mix
- 2020 : Tomorrowland Around the World 2020: Oliver Heldens

### Sous Hi-Lo
D'abord anonyme pour « brouiller les pistes » comme il le souligne, Oliver Heldens révèle pour la sortie du titre Renegade Mastah que Hi-Lo est un pseudonyme qu'il utilise pour produire, selon lui, avec « une palette sonore complètement différente. […] un projet […] plus underground ».

#### Singles
| Titre                                              | Année |
| -------------------------------------------------- | ----- |
| Crank It Up                                        | 2015  |
| Renegade Mastah                                    | 2015  |
| Wappy Flirt                                        | 2015  |
| Ooh La La                                          | 2015  |
| Steam Train (avec Chocolate Puma)                  | 2016  |
| WTF (avec Sander van Doorn)                        | 2016  |
| The Answer                                         | 2017  |
| Alien Technology (avec Alok)                       | 2017  |
| Men on Mars                                        | 2017  |
| Love Vibrations (avec Dada Life)                   | 2018  |
| Impulse (avec Mike Cervello)                       | 2018  |
| LazersX999 (avec Chocolate Puma)                   | 2019  |
| Poseidon                                           | 2019  |
| Zeus                                               | 2020  |
| Kronos                                             | 2020  |
| Athena                                             | 2021  |
| Saw of Olympus (avec Reinier Zonneveld)            | 2021  |
| Hades / Check (avec T78 / Will Clarke)             | 2021  |
| Balearic Mornings (avec Reinier Zonneveld)         | 2021  |
| Existencia (avec Reinier Zonneveld)                | 2021  |
| Hypnos / Hera                                      | 2021  |
| String Theory (avec Reinier Zonneveld)             | 2021  |
| Industria (avec Eli Brown)                         | 2022  |
| Restore My Soul (vs. Adam Beyer & DJ Rush)         | 2022  |
| Flying Octopus (avec Reinier Zonneveld)            | 2022  |
| Mercury (avec Space 92)                            | 2022  |
| Wanna Go Bang / Lokomotif (avec DJ Deeon)          | 2022  |
| Rabbit Hole (avec Layton Giordani)                 | 2022  |
| Samsara (avec Reinier Zonneveld)                   | 2023  |
| Nirvana (avec Reinier Zonneveld)                   | 2023  |
| Pura Vida / Tornado                                | 2023  |
| Arpeggio (avec Space 92)                           | 2023  |
| Brazil                                             | 2023  |
| Bonzai                                             | 2023  |
| Crescendo                                          | 2023  |
| Ride or Die (avec Eli Brown)                       | 2023  |
| Walking Life (A New Dawn) (featuring Michael Ekow) | 2023  |
| Submarine                                          | 2023  |
| Orion (avec Space 92)                              | 2024  |
| Genesis (avec Space 92)                            | 2024  |
| Paradise (avec Danny Ávila)                        | 2024  |
| Lift Me Up (avec Green Velvet & Dajae)             | 2024  |
| Now Love Will Begin (avec Armin van Buuren)        | 2024  |
| Gimme the Word (avec Alan Fitzpatrick)             | 2024  |
| Pegasus (avec Space 92)                            | 2024  |
| Pegasus (How We Know) (avec Space 92)              | 2024  |
| Pyramid Rave / Feel The Energy (avec Eli Brown)    | 2024  |
| Baddadan Bad                                       | 2024  |
| My Fantasy (avec Maddix)                           | 2024  |
| Dizzy (avec Lusu)                                  | 2024  |
| Mesmerize                                          | 2024  |
| Afraid To Live (avec ZHU)                          | 2024  |
| Hypomania                                          | 2024  |
| Afraid To Live (avec Chocolate Puma)               | 2024  |
| Inferno (avec Kasablanca)                          | 2025  |
| Born To Love (avec Sarah De Warren)                | 2025  |

#### Remixes
- 2015 : Oliver Heldens and Da Hool - MHATLP (HI-LO Edit)
- 2016 : Moby - Go (Hi-Lo Remix)
- 2018 : Oliver Heldens - King Kong (Hi-Lo Touch)
- 2021 : Nina Kraviz - Skyscrapers (Hi-Lo Remix)
- 2022 : Adam Beyer and DJ Rush - Restore My Soul (Hi-Lo Remix)
- 2023 : Depeche Mode - Speak to Me (Hi-Lo Remix)
- 2024 : Zonderling - Variant (Hi-Lo Variant)